# عدم الظهور
عدم الظهور أو عدم الحضور (no-show) هو حالة لا يصل فيها الشخص المتوقع أو يظهر في مكان ما كان من المتوقع أن يكون فيه. في مجال الطيران، يكون عدم الحضور عندما لا يحضر مسافر يحمل تذكرة لرحلته.
تحاول شركات الطيران تقليل الخسائر الناجمة عن عدم الحضور من خلال استخدام تكتيكات مثل الحجز الزائد،  إعادة التأكيد، ورسوم عقوبة عدم الحضور. تحذر حكومة الولايات المتحدة المستهلكين من عدم الحضور.
تقوم بعض شركات الطيران بتضمين شرط عدم الحضور في عقد النقل الخاص بهم. هذا يعني بشكل أساسي أن المستخدم الذي لا يحضر لرحلة الذهاب سيعتبر عدم حضور، وسيتم إلغاء جميع الرحلات المتصلة المرتبطة بهذه الرحلة، حتى رحلة العودة، ولن يتم استرداد أي مبلغ.
في حين أنه ليس من الواضح ما إذا كان يتعين على شركات النقل إعادة الأموال إلى المستخدمين فيما يتعلق بضرائب الملاحة (المتعلقة بتشغيل شركة الطيران والحكومات، والتي لا تظهر في التذكرة)، يمكن أن تكون جميع النفقات الأخرى، مثل الأمن وواجب الركاب الجويين والضوضاء / البيئة ردها، حيث أن هذه كلها تتعلق باستخدام الراكب لأي مطار معين للمغادرة / الوصول على أي رحلة معينة.
أثار هذا البند قلقًا كبيرًا بين المستخدمين، وتوصلت أحكام المحاكم إلى استنتاج مفاده أن «شركات النقل لا يمكنها إجبار الركاب على الطيران». 
غالبًا ما يتم التعامل مع عدم الحضور بنفس الطريقة بغض النظر عن السبب. هذا يعني أن الراكب الذي تأخر بسبب مشكلة أثناء السفر إلى المطار سيُلغى رحلة العودة حتى إذا كان يريد إعادة حجز رحلة الذهاب في المطار. غالبًا ما تحتاج التذكرة الجديدة التي يتم شراؤها قبل وقت قصير من المغادرة إلى أن تكون درجة الأعمال بسبب سياسة شركة الطيران.[بحاجة لمصدر]